# Воображаемый музей Михаила Шемякина
Воображаемый музей Михаила Шемякина — исследовательский проект художника Михаила Шемякина, рассматривающего историю искусств с точки зрения трансформации образов. Основой методологии исследования является интерпретация и систематизация визуальных образов. Исследования представлены в виде листов с наклеенными на них изображениями, объединёнными в группы по принципу визуальной общности — тематической, стилевой, образной, иконографической и т. п.

## Концепция «Воображаемого музея»
Проект Михаила Шемякина вдохновлен эссе Андре Мальро, который первым сформулировал концепцию «Воображаемого музея». Он предложил сопоставлять произведения искусства разных культур и эпох, чтобы проанализировать изменение образа или, как пишет Мальро, метаморфозы. К тому же, он предложил каждому человеку составлять свой персональный музей, отбирая произведения, не опираясь на мнение и ограниченный выбор крупных институций. Это стало возможным благодаря массовому распространению фотографии.
«Воображаемый музей» предстает как альтернатива классическому музею в оценке современного искусства, для которого не определены четкие эстетические требования.
Михаил Шемякин избрал целью своего персонального музея — анализ форм художников разных культур и эпох для поиска их первоисточника. Например, он приходит к тому, что христианская иконография Св. Лазаря и древнеегипетская мумия являются первоисточниками большого ряда произведений искусства, использующих образ пеленания, бинтования и укутывания.

## История создания «Воображаемого музея Михаила Шемякина»
То, что позднее оформилось в проект, берет свое начало в 1960-х гг.:

«В свое время, в далекие 60-е годы, я начал собирать, сравнивать и анализировать репродукции произведений изобразительного и ритуального искусства — Метафизические головы, Метафизические фигуры — в целях синтезировать общность произведений разных мастеров, понять суть образа и на основе этого попытаться создать новую знаковую систему в искусстве XX века. С годами поиски и количество тем все расширялись, параллельно с развитием моего творчества и расширением моего аналитического визуального опыта».

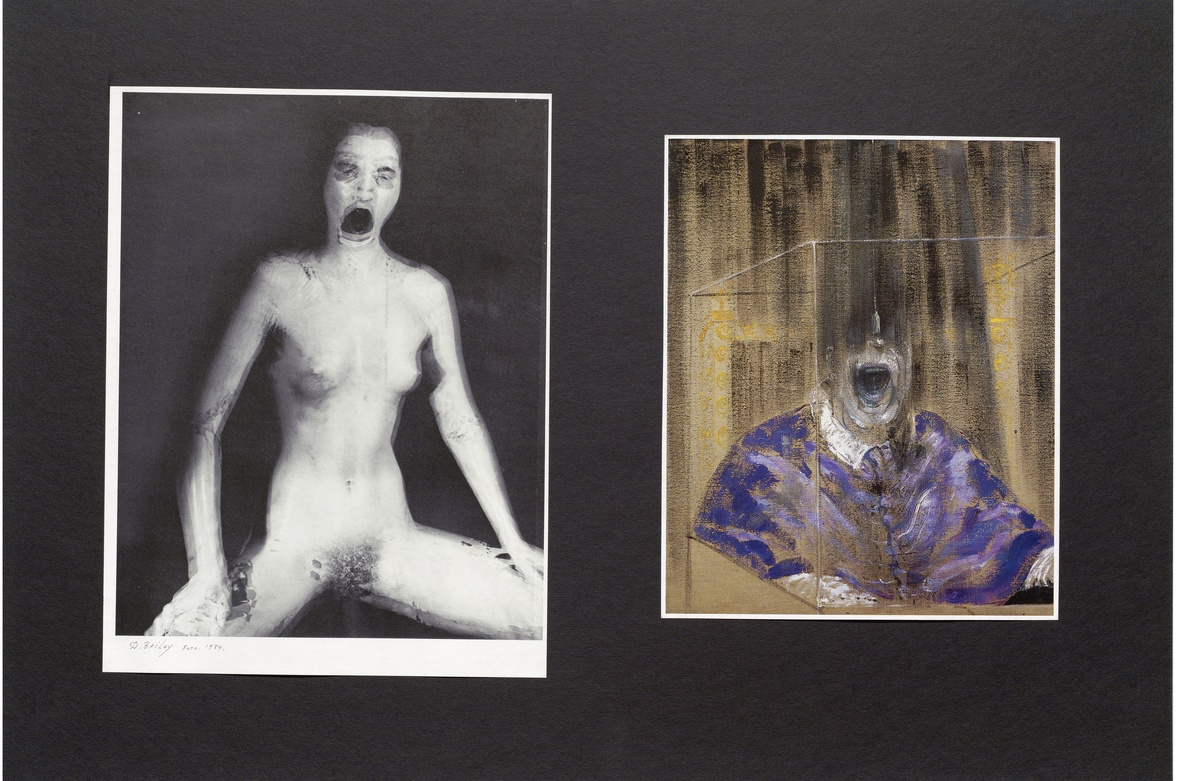
Пример сравнительного опуса "Воображаемого Музея Михаила Шемякина" по теме "Смазанность в искусстве"

Эти первые теоретические поиски в области трансформации художественной формы, о которых упоминает художник, легли в основу его будущего «воображаемого музея».
После личного знакомства с Мальро стало понятно, что исследования, на которые Михаил Шемякин смотрел как на творческий метод имеют научный потенциал для специалистов разных областей. С тех пор Шемякин себя называет:

«продолжатель дела этого великого французского искусствоведа, философа и мыслителя».

После этого художник обращает внимание на исследовательские темы, прямо не связанные с его творчеством и спровоцированные, прежде всего, процессами современного искусства.
«Воображаемый музей Михаила Шемякина» — 60 лет исследования трансформации образов и символов в искусстве в их семантической вариативности и психологической динамике. Результатом аналитического процесса «Воображаемого музея Михаила Шемякина» являются лекции, книги и выставки.

## Аналоговый архив
В «Воображаемом музее» миллионы изображений из редких книг, альбомов, каталогов и других источников. Масштаб исследований превосходит коллекции других «воображаемых музеев», созданных кураторами или художниками.
C 2007 года материалы «Воображаемого музея» находятся во Франции, в замке Шамуссо, где Михаил Шемякин продолжает пополнение коллекции и свою аналитическую работу. 
Здесь же расположены мастерские Михаила Шемякина и организована масштабная научная библиотека книг по искусству.
Частично листы исследований по темам «Автомобиль в искусстве», «Смазанный образ в искусстве»,«Лестница в искусстве» и т.д. хранятся в Центре Михаила Шемякина в Санкт-Петербурге.

### Штаб-квартиры «Воображаемого музея»
Клаверак, штат Нью-Йорк, США (до 2007 года)
Санкт-Петербург, Россия (с 2002 года)
Шамуссо, Вильде-сюр-Эндр, Франция (с 2007 года)

## Цифровой музей
В 2022 году был создан «Цифровой Воображаемый музей», онлайн-платформа с архивом «Воображаемого музея Михаила Шемякина».
Была произведена оцифровка основных материалов проекта. На базе оцифрованного архива создана «умная» система навигации и использование методов AI (искусственного интеллекта). Для улучшения функционала работы ЦВМ используются нейросети.

## Результаты проекта
За более, чем 60 лет существования «Воображаемого музея», было создано множество проектов, опирающихся на материал исследований.[значимость факта?]

### Выставочные проекты «Воображаемого музея» 2000—2020-е гг.
— Автомобиль в искусстве
Фонд Михаила Шемякина, Санкт-Петербург, 2015
Сочинский художественный музей, Сочи, 2016
— Ботинок в искусстве
Воображаемый музей, Хадсон, Нью-Йорк, США, 2009
Фонд Михаила Шемякина, Санкт-Петербург, 2012
— Буква, слово, текст в искусстве
Фонд Михаила Шемякина, Санкт-Петербург, 2015
Сибирский центр современного искусства, Новосибирск, 2015
— Дети в искусстве
Фонд Михаила Шемякина, Санкт-Петербург, 2013
Национальный музей Кабардино-Балкарии, Нальчик, 2016
— Крик в искусстве
Фонд Михаила Шемякина, Санкт-Петербург, 2010
Государственный Музей Искусства Народов Востока, Майкоп, 2011
— Лестница в искусстве
Фонд Михаила Шемякина, Санкт-Петербург, 2019
— Метафизическая голова в искусстве
Воображаемый музей, Хадсон, Нью-Йорк, США, 2005
Фонд Михаила Шемякина, Санкт-Петербург, 2014
Сибирский центр современного искусства, Новосибирск, 2016
Музей современного искусства, Москва, 2018
— Монстры в искусстве
Воображаемый музей, Хадсон, Нью-Йорк, США, 2004
Фонд Михаила Шемякина, Санкт-Петербург, 2011
Государственный Музей Искусства Народов Востока, Майкоп, 2012
— Одежда в искусстве
Фонд Михаила Шемякина, Санкт-Петербург, 2016
— Пеленание в искусстве
Фонд Михаила Шемякина, Санкт-Петербург, 2017
— Разрез в искусстве
Воображаемый музей, Хадсон, Нью-Йорк, США, 2012
Фонд Михаила Шемякина, Санкт-Петербург, 2014
Академия кинематографического и театрального искусства Н. С. Михалкова, Москва, 2015
— Рука в искусстве
Фонд Михаила Шемякина, Санкт-Петербург, 2011
Государственный Музей Искусства Народов Востока, Майкоп, 2013
Воронежская государственная академия искусств, Воронеж, 2014
Калининградская областная научная библиотека, Калининград, 2016
— Смазанный образ в искусстве
Воображаемый музей, Хадсон, Нью-Йорк, США, 2006
Фонд Михаила Шемякина, Санкт-Петербург, 2022
— Смерть в искусстве
Фонд Михаила Шемякина, Санкт-Петербург, 2010
— Стул в искусстве
Воображаемый музей, Хадсон, Нью-Йорк, США, 2013
Государственный Музей Искусства Народов Востока, Майкоп, 2017
— Шар в искусстве
Воображаемый музей, Хадсон, Нью-Йорк, США, 2000
Национальный музей Кабардино-Балкарии, Нальчик, 2006
Фестиваль современного искусства, Ханты-Мансийск, 2007
Фонд Михаила Шемякина, Санкт-Петербург, 2009
Государственный Музей Искусства Народов Востока, Майкоп, 2016
Помимо вышеуказанных пространств, научный метод Михаила Шемякина регулярно презентовался на персональных выставках художника и зачастую являлся частью экспозиции.

### Книги, опубликованные в рамках проекта
Шемякин, Михаил. Метафизическая голова: деформации и метаморфозы / на русском и английском языке — Нью-Йорк.: Ferzt Books, 1994. — 48 с.: илл.
Разрез в искусстве: альбом / М. Шемякин. — СПб.: Фонд художника Михаила Шемякина, 2013
Стул в искусстве: альбом / М. Шемякин. — СПб.: Фонд художника Михаила Шемякина, 2013
Буква, слово, текст в искусстве / М. Шемякин. — СПб.: Фонд художника Михаила Шемякина, 2015. — 372 с.: илл.
Пеленание, бинтование, укутывание в искусстве / М. Шемякин. — СПб.: Фонд художника Михаила Шемякина, 2018. — 396 с.: илл.
Лестница в искусстве. Том 1 / М. Шемякин. — СПб.: Фонд художника Михаила Шемякина, 2019. — 326 с.: илл.
Лестница в искусстве. Том 2 / М. Шемякин. — СПб.: Фонд художника Михаила Шемякина, 2019. — 376 с.: илл.

### Фильмы о «Воображаемом музее»
1997 — фильм Андрея Загданского «Шары»
2002 — серия из 21 фильма «Воображаемый музей Михаила Шемякина» на телеканале «Культура». Каждый фильм посвящен одной из тем «Воображаемого музея»